# تمشک معمولی
تمشک معمولی (نام علمی: Rubus vulgaris) نام یک گونه از سرده تمشک است.